# Kościół w Hörsne
Kościół w Hörsne – świątynia należąca do diecezji Visby Kościoła Szwecji. Znajduje się w centralnej części Gotlandii.

## Architektura
Pierwszy kamienny kościół w stylu romańskim powstał w tym miejscu już w XII wieku. Część romańskiej świątyni następnie rozebrano i zastąpiono budowlą gotycką. Obecnie najstarszą częścią budowli jest wieża pochodząca z pierwszej połowy XIII wieku.  Prezbiterium i zakrystia pochodzą z końca XIII wieku, natomiast nawa została zbudowana na początku XIV wieku. Podejrzewa się, że planowano również rozebrać stosunkowo małą wieżę i zastąpić ją bardziej proporcjonalną, gotycką. Świątynia zachowała bardzo dużo ze swojego średniowiecznego charakteru. Renowację przeszła w 1937 roku.
Kościół posiada dwa bogato rzeźbione portale. W portalu prezbiterium można znaleźć rzeźby dwóch ryb i lwa oraz motywy roślinne. Portal główny zwieńczony jest rzadkim przedstawieniem św. Michała Archanioła z maczugą i tarczą. Poniżej można znaleźć rzeźbione sceny z Apokalipsy, jak również motywy roślinne. Oba portale mogą być dziełem Egypticusa.

## Wnętrze

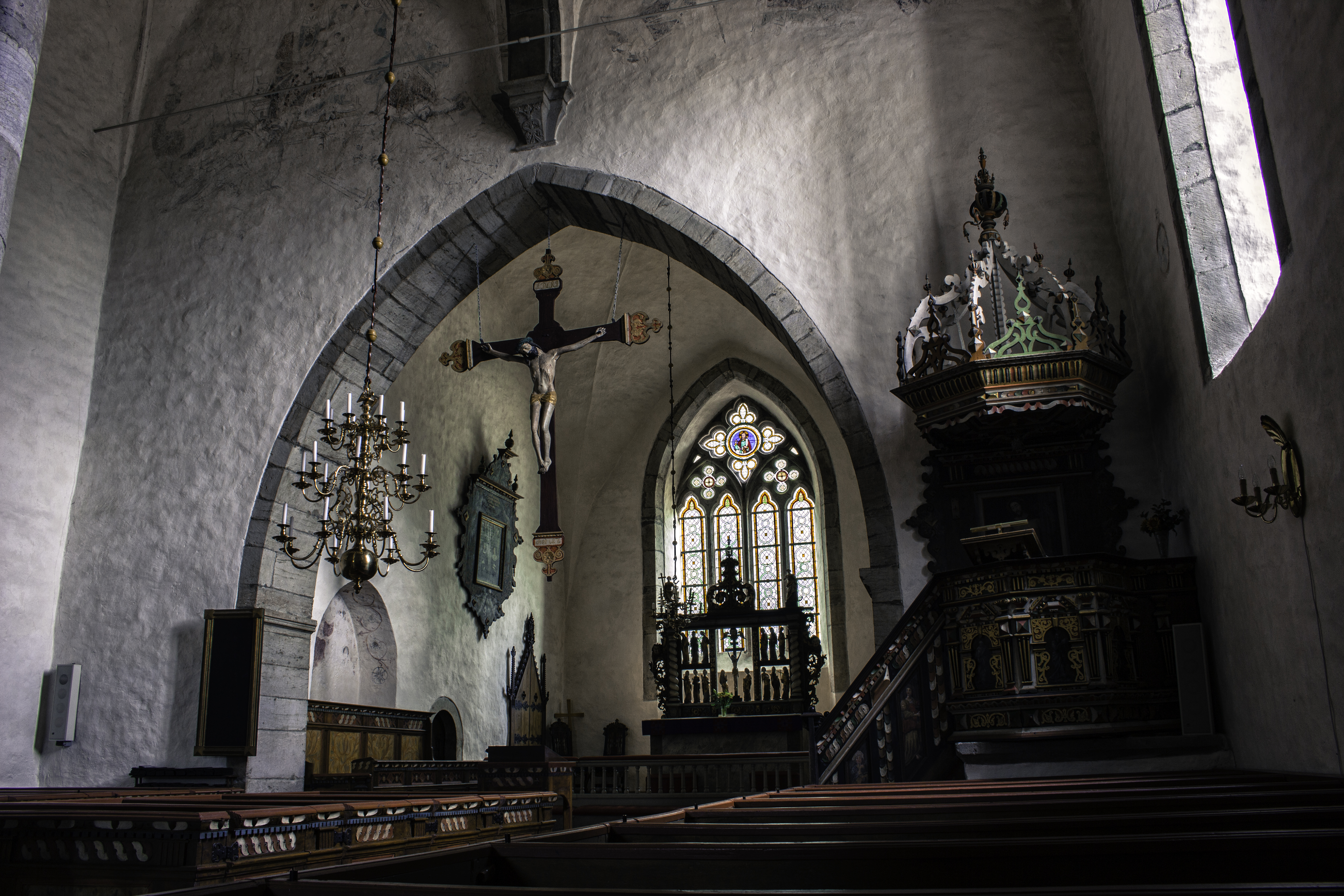
Wnętrze kościoła

W południowym oknie chóru zachowany jest witraż z końca XIV wieku przedstawiający św. Bartłomieja Apostoła, a także motywy architektoniczne i roślinne. W barokowym ołtarzu z 1701 roku umieszczono gotyckie rzeźby drewniane, najpewniej pochodzących z wcześniejszego ołtarza z XIV wieku. Figura Chrystusa w łuku tęczowym (tzw. krzyż triumfalny) pochodzi z XV wieku, a sam krzyż to dzieło XVII-wieczne. Ambona, ławki i dębowa chrzcielnica pochodzą z XVII i XVIII wieku.